# Тарас Шевченко (Іван Огієнко)
«Тарас Шевченко» — одна з небагатьох книг Івана Огієнка, яку він писав усе своє життя, але так і не довів свій творчий задум до кінця. Створені в еміграції, сотні рукописних сторінок повернулися на Батьківщину лише тепер — більш ніж через чотири десятиліття після написання і через тридцять літ після смерті автора. Це 400 сторінкове видання Видавничого проекту Фундації імені митрополита Іларіона (Огієнка) «Запізніле вороття» та упорядника творчості Огієнка — Миколи Тимошика.
До книги, серед інших, увійшла ґрунтовна праця «Релігійність Тараса Шевченка» (1964) про релігійні погляди Тараса Шевченка. 